# Головкин, Алексей Иванович
Алексе́й Ива́нович Голо́вкин (1919—1983) — старший краснофлотец Военно-морского флота СССР, участник Великой Отечественной войны, Герой Советского Союза (1943).

## Биография
Алексей Головкин родился 30 марта 1919 года в деревне Архипово в крестьянской семье. Русский. Окончил школу фабрично-заводского ученичества при заводе «Русский дизель», работал слесарем в Ленинграде. В 1939 году Головкин был призван на службу в Военно-морской флот СССР. С июля 1941 года — на фронтах Великой Отечественной войны. Участвовал в обороне Одессы и Севастополя. В боях четыре раза был ранен. К сентябрю 1943 года старший краснофлотец Алексей Головкин был разведчиком 346-й отдельной разведроты 253-й стрелковой дивизии 40-й армии Воронежского фронта. Отличился во время битвы за Днепр.
25 сентября 1943 года Головкин вместе с группой разведчиков переправился через Днепр в районе села Ходоров Мироновского района Киевской области Украинской ССР и завязал бой с превосходящими силами противника. Из тринадцати человек, входивших в группу, выжило только четверо, но им удалось удержать захваченный рубеж. В бою Головкин был тяжело ранен, он был спасён подошедшим подкреплением. Он передал командованию ценные сведения о противнике, способствовав успеху переправы передовых подразделений дивизии.
Указом Президиума Верховного Совета СССР от 29 октября 1943 года за «мужество и героизм, проявленные при форсировании Днепра и удержании плацдарма на его правом берегу» старший краснофлотец Алексей Головкин был удостоен высокого звания Героя Советского Союза с вручением ордена Ленина и медали «Золотая Звезда» за номером 3523.
В июле 1944 года Головкин был демобилизован по инвалидности. С 1948 года он работал матросом на морских судах. В 1955 году Головкин заочно окончил Ленинградское мореходное училище, стал капитаном дальнего плавания, работал на судах Ленинградского морского порта. Проживал в Ленинграде, умер 27 декабря 1983 года.
Был также награждён орденом Красной Звезды и рядом медалей.